# Tổ chức Quốc tế về Bảo tồn Thiên nhiên
Tổ chức Quốc tế về Bảo tồn Thiên nhiên (tiếng Anh: World Wildlife Fund For Nature - WWF), còn được biết đến với tên gọi Quỹ Quốc tế Bảo vệ Thiên nhiên, là một trong những tổ chức phi chính phủ lớn nhất thế giới về bảo vệ thiên nhiên. Tên cũ là Quỹ Động vật Hoang dã Thế giới hoặc Quỹ Bảo vệ Đời sống Thiên nhiên Thế giới (World Wildlife Fund) .

## Lịch sử
Tổ chức Quốc tế về Bảo tồn Thiên nhiên (WWF) được thành lập ngày 11 tháng 9 năm 1961 tại Thụy Sĩ, với tên ban đầu là World Wildlife Fund. Ngay năm đầu tiên, WWF đã có chi nhánh tại Thụy Sĩ, Vương quốc Liên hiệp Anh và Hoa Kỳ, sau đó là những chi nhánh tại Áo, Đức, Hà Lan, và Nam Phi. Ngày nay, WWF có chi nhánh tại 59 quốc gia trên thế giới.
Năm 1986, nhân dịp kỷ niệm 25 năm thành lập cùng việc hoạt động mở rộng phạm vi nên WWF quyết định đổi tên thành World Wide Fund For Nature; tên cũ vẫn được giữ nguyên ở Bắc Mỹ gồm Hoa Kỳ và Canada.
Biểu tượng là hình phác họa theo mẫu một con gấu trúc lớn tên Chi Chi được được đưa từ Sở thú Bắc Kinh đến Sở thú Luân Đôn vào năm 1958, 3 năm trước khi WWF được thành lập. Năm 2002, WWF đã thắng trong một cuộc tranh kiện, làm Công ty Đấu Vật Thế giới - World Wrestling Federation phải đổi tên là World Wrestling Entertainment (WWE) .

## Mục đích
WWF đưa ra những mục tiêu sau:
WWF mong muốn giảm bớt sự tàn phá thiên nhiên toàn cầu để xây dựng một tương lai mà con người sống hòa hợp cùng thiên nhiên.
- Bảo tồn sự đa dạng sinh học của thế giới.
- Đảm bảo duy trì sử dụng các tài nguyên thiên nhiên có thể tái sinh.
- Xúc tiến việc giảm bớt ô nhiễm môi trường và tiêu thụ lãng phí. 

## Hoạt động
Khí cầu với biểu tượng WWF ở Brazil. Trong biên bản thành lập có ghi hoạt động của WWF là "bảo vệ động vật, thực vật, rừng, cảnh quan, nước, nền đất và những nguồn tài nguyên thiên nhiên qua sự mua và quản trị những khu vực. Những khoản tài trợ sẽ được sử dụng cho việc nghiên cứu và giáo dục các tầng lớp, thông tin công chúng, điều hợp những cố gắng và liên kết những nhóm quan tâm". Theo đó, WWF tạo sự khác biệt với những tổ chức bảo vệ môi trường khác là chú trọng vào những công việc vận động hành lang cổ điển, liên kết với những công ty thương mại để tài trợ những dự án bảo vệ hệ sinh thái dài hạn, thay vì tạo những chiến dịch nổi bật gây dư luận và thu hút truyền thông đại chúng ngắn hạn như tổ chức Hòa bình xanh. Trong quá trình hoạt động, WWF đã mở rộng phạm vi hoạt động trở thành một tổ chức bảo vệ thiên nhiên phổ thông, đặc biệt chú trọng về việc ngăn ngừa hiệu ứng nhà kính gây ra do sự nóng lên của khí hậu toàn cầu, thành lập những khu vực được bảo vệ (conservator) để bảo vệ dài hạn những động- và thực vật bị đe đọa, thay vì chỉ nhắm vào động- thực vật hoang dã như mục tiêu ban đầu.
Từ năm 1960, WWF đã tài trợ cho khoảng 12.000 dự án trong 153 quốc gia và 1.500.000 cây số vuông đã có thể chuyển thể thành vườn quốc gia.
Trên thế giới hiện có khoảng chừng 4000 nhân viên trên 100 quốc gia hoạt động trong khoảng 300 khu vực được bảo hộ. Trên 5 triệu người trên thế giới ủng hộ, nhờ đó năm 2006 trên 374 triệu Euro đã được quyên góp để sử dụng cho các mục đích bảo vệ thiên nhiên, trong đó riêng năm 2006 là 2000 dự án bảo vệ thiên nhiên và môi trường .

### Việt Nam
- Ngày 14-12-2016, Tổ chức Quốc tế về Bảo tồn Thiên nhiên (WWF) VN và Vườn quốc gia Yok Đôn khởi động kế hoạch Hành động khẩn cấp bảo tồn voi rừng Yok Đôn giai đoạn 2016-2020, nhằm hạn chế nguy cơ tuyệt chủng đàn voi rừng lớn nhất nước. Số liệu quan sát cho thấy Tây Nguyên hiện có đàn voi rừng lớn nhất với khoảng 70 con, trong tổng số khoảng 100 con trên cả nước. Từ năm 2009 đến nay có ít nhất 23 cá thể, chủ yếu là voi con dưới một tuổi, ở Đắk Lắk bị chết. Trong khi đó tình trạng săn bắn voi để lấy ngà, phá rừng làm rẫy đe dọa trực tiếp đến không gian sinh sống, dẫn tới nguy cơ tuyệt chủng của đàn voi rừng tại đây.[6].

## Chủ tịch
1. Hoàng tử Bernhard của Hà Lan (1962–1976)
2. John H Loudon (1976–1981)
3. Hoàng thân Philip, Công tước Edinburgh (1981–1996)
4. Syed Babar Ali (1996–1999)
5. Ruud Lubbers (2000–2000)

### Trang web địa phương
| - WWF Arctic Programme - WWF Úc - WWF Áo Lưu trữ ngày 29 tháng 11 năm 2007 tại Wayback Machine - WWF Bỉ - WWF Bhutan - WWF Brasil - WWF Canada - WWF Caucasus - WWF Trung Mỹ - WWF Chile - WWF Trung Quốc - WWF Colombia Lưu trữ ngày 9 tháng 6 năm 2007 tại Wayback Machine - WWF Đan Mạch - WWF Phần Lan - WWF Pháp Lưu trữ ngày 13 tháng 8 năm 2006 tại Wayback Machine - WWF Đức | - WWF Mekong - WWF Hy Lạp - WWF Hồng Kông - WWF Hungary - WWF Ấn Độ - WWF Indonesia Lưu trữ ngày 4 tháng 6 năm 2020 tại Wayback Machine - WWF Ý - WWF Nhật Bản - WWF Malaysia - WWF Mexico Lưu trữ ngày 14 tháng 12 năm 2007 tại Wayback Machine - WWF Mông Cổ - WWF Nepal - WWF Hà Lan - WWF New Zealand - WWF Na Uy | - WWF Pakistan - WWF Peru Lưu trữ ngày 23 tháng 12 năm 2007 tại Wayback Machine - WWF Philippines - WWF Ba Lan - WWF Nga Lưu trữ ngày 1 tháng 9 năm 2006 tại Wayback Machine - WWF Singapore - WWF Nam Phi Lưu trữ ngày 11 tháng 12 năm 2007 tại Wayback Machine - WWF Nam Thái Bình Dương Lưu trữ ngày 13 tháng 12 năm 2007 tại Wayback Machine - WWF Tây Ban Nha - WWF Thụy Điển - WWF Thụy Sĩ Lưu trữ ngày 7 tháng 3 năm 2008 tại Wayback Machine - WWF Thái Lan Lưu trữ ngày 16 tháng 8 năm 2006 tại Wayback Machine - WWF Thổ Nhĩ Kỳ - WWF Vương quốc Anh - WWF Hoa Kỳ - WWF Việt Nam |